# Paul Lévy (Sprachwissenschaftler)
Paul Lévy (* 15. Mai 1887 in Oberseebach, Elsass, damals Reichsland Elsaß-Lothringen; † 29. August 1962 in Paris) war ein französischer Sprachwissenschaftler und Historiker.

## Leben
Paul Lévy war Elsässer jüdischer Herkunft und wuchs zweisprachig auf. Er studierte in Deutschland und Frankreich. In Straßburg erwarb er einen Doktortitel und wurde Lehrer für Deutsch und Geschichte am Lycée Kléber.
Lévy hat eine bis heute maßgebliche Sprachgeschichte des Elsass und Lothringens verfasst. 1950 beschrieb er in einer umfangreichen Forschungsarbeit die Geschichte der Deutschen und der deutschen Sprache in Frankreich. In dem zweibändigen Werk geht Lévy auf der Grundlage äußerst vielfältigen Quellenmaterials sprach- und kulturpolitischen Fragen nach.

## Auszeichnungen
- 1930: Grand Prix Gobert
- 1955: Goethe-Medaille

## Werke
- Histoire linguistique d’Alsace et de Lorraine (Publications de la Faculté des Lettres de l’Université de Strasbourg, fasc. 47, 48). 2 Bde. Paris 1929.
- La langue allemande en France. Pénétration et diffusion des origines á nos jours. Vol. 1: Des origines a 1830. (Bibliothèque de la société des études germaniques, IV). Lyon – Paris 1950. Deutsche Ausgabe, übersetzt und aktualisiert von Barbara Kaltz. Die deutsche Sprache in Frankreich. 2 Bde. Bd. I: Von den Anfängen bis 1830. Wiesbaden 2013. Bd. II: 1830–1944. Wiesbaden 2016 (i. Dr.).
- Plaudereien über elsässische Sprache und Literatur. 1931, aktualisiert Dominique Huck, Notizen von Fritz Weber, Salde, Strasbourg, 2016. Edition française traduite par Marielène Weber, Causeries sur la langue et la littérature d'Alsace, SALDE, 2015.

| Personendaten    | Personendaten                                      |
| ---------------- | -------------------------------------------------- |
| NAME             | Lévy, Paul                                         |
| KURZBESCHREIBUNG | französischer Sprachwissenschaftler und Historiker |
| GEBURTSDATUM     | 15. Mai 1887                                       |
| GEBURTSORT       | Oberseebach                                        |
| STERBEDATUM      | 29. August 1962                                    |
| STERBEORT        | Paris                                              |